# SV Gerolstein
Der Sportverein Gerolstein 1919 e.V. ist ein deutscher Sportverein mit Sitz in der rheinland-pfälzischen Stadt Gerolstein in der gleichnamigen Verbandsgemeinde im Landkreis Vulkaneifel.

## Geschichte

### Fußball
Die erste Fußball-Mannschaft stieg spätestens in der Saison 1949/50 in die zu dieser Zeit zweitklassige Landesliga Rheinland auf. Mit 15:29 Punkten konnte dort dann die Klasse aber über den neunten Platz in der Staffel Süd auch gehalten werden. Nach der Saison 1951/52 wurde die zweitklassige Landesliga dann aufgelöst und an ihrer Stelle die drittklassige Amateurliga Rheinland eingesetzt, der SV Gerolstein verpasste die Qualifikation und wurde in die viertklassige 2. Amateurliga eingruppiert.
Spätestens seit der Jahrtausendwende nimmt der Klub in einer Spielgemeinschaft am Spielbetrieb teil. Im April 2013 bildeten dann die Gerolsteiner, der SV "Eintracht" Birresborn, der SV Densborn und der SV Mürlenbach eine neue Spielgemeinschaft unter dem Namen SG Kylltal. Der Verein tritt auf Kreisebene in Erscheinung.

### Handball
Im Handball spielten in der Saison 2019/20 die erste Männer-Mannschaft in der Landesliga sowie die erste Frauen-Mannschaft in der Bezirksliga.